# Pallipattu
Pallipattu är en ort i Indien.   Den ligger i delstaten Tamil Nadu, i den södra delen av landet, 1 700 km söder om huvudstaden New Delhi. Pallipattu ligger 157 meter över havet och antalet invånare är 8 912.
Terrängen runt Pallipattu är platt norrut, men söderut är den kuperad. Runt Pallipattu är det ganska tätbefolkat, med 155 invånare per kvadratkilometer. Närmaste större samhälle är Puttūr, 16,4 km nordost om Pallipattu. Omgivningarna runt Pallipattu är en mosaik av jordbruksmark och naturlig växtlighet.